# Sainte-Agathe-la-Bouteresse
Sainte-Agathe-la-Bouteresse is een gemeente in het Franse departement Loire (regio Auvergne-Rhône-Alpes). De plaats maakt deel uit van het arrondissement Montbrison. Sainte-Agathe-la-Bouteresse telde op 1 januari 2022 1.052 inwoners.

## Geografie
De oppervlakte van Sainte-Agathe-la-Bouteresse bedroeg op 1 januari 2022 11,75 vierkante kilometer; de bevolkingsdichtheid was toen 89,5 inwoners per km².

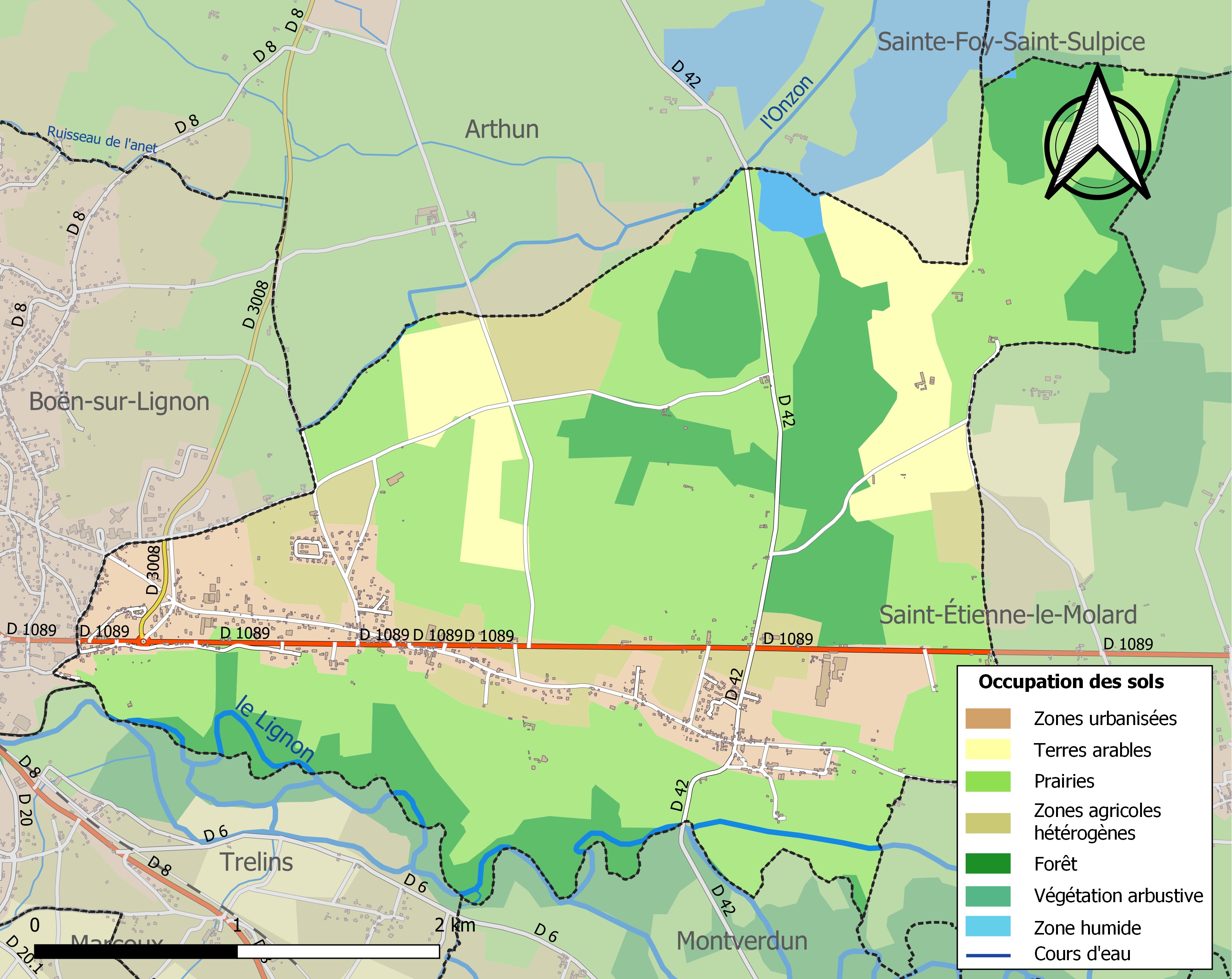
Kaart van de gemeente met de belangrijkste infrastructuur, bodemgebruik en omliggende gemeenten

## Demografie
Onderstaande figuur toont het verloop van het inwonertal (bron: INSEE-tellingen).